# John Mengelt
John P. Mengelt (La Crosse, 16 ottobre 1949) è un ex cestista statunitense, professionista nella NBA e in Italia.

## Carriera
Venne selezionato dai Cincinnati Royals al secondo giro del Draft NBA 1971 (21ª scelta assoluta).
Con gli Stati Uniti disputò le Universiadi di Torino 1970.